# Nesjavellir
Nesjavellir Izland legnagyobb geotermikus erőműve. Az épületegyüttes 177 méteres tengerszint feletti magasságban található az ország délnyugati részén, Þingvellir illetve a Hengill vulkán közelében.
Az ötlet, hogy e terület hasznosítható lehet geotermikus energia és melegvíz előállítására 1947-ben született, ekkor végezték el az első feltárásokat, fúrásokat. A térség feltárása 1956–1986 között folytatódott, 1987-ben elkezdték a terület előkészítését az építkezéshez, az üzem alapkőletétele 1990 májusában történt. Az elkészült állomás 120 megawatt elektromos áramot termel, és mintegy 1800 liter forró vizet hoz a felszínre másodpercenként, ami biztosítja a főváros és annak körzete teljes melegvízszükségletét.